# 名掛丁藤村広場
名掛丁藤村広場（なかけちょうとうそんひろば）は、宮城県仙台市宮城野区名掛丁にある広場公園である。かつて島崎藤村が下宿していた三浦屋の跡地に存在し、「日本近代詩発祥の地」とする詩碑が建てられている。

## 概要
2004年3月に完成。名前の由来は、日本近代詩の先駆けとなった詩集『若菜集』を書いた島崎藤村が下宿していた「三浦屋」があったことによる。
広場の面積は、1450平方メートル。40メートル四方の敷地に、『若菜集』の表紙画をモチーフにした蝶の図柄がカラーブロックで描かれている。

## 石碑
広場内には、3つの石碑が設置されている。

### 石碑「日本近代詩発祥の地」
広場の建設にあわせて設置された。『若菜集』の表紙図柄および「ここ三浦屋にありて　若き島崎藤村　日本近代詩の夜明けをつげる『若菜集』を生む」という文言が彫り込まれている。なお、あわせて、1994年に名掛丁東名青年部が藤村下宿先の三浦屋跡地に建てた看板も、広場近くの鹽竈神社に移設されている。

### 詩碑「草枕」
『若菜集』のなかの一篇「草枕」を島崎藤村の直筆でしたためた石碑。2007年9月に仙台市青葉区にある青葉山城址より移設されている。　

### 詩碑「潮音」
もとは仙台市宮城野区荒浜地区にあったが、2011年の東日本大震災によって同地区が荒廃し放置されていたため、2015年8月に藤村広場に移設している。

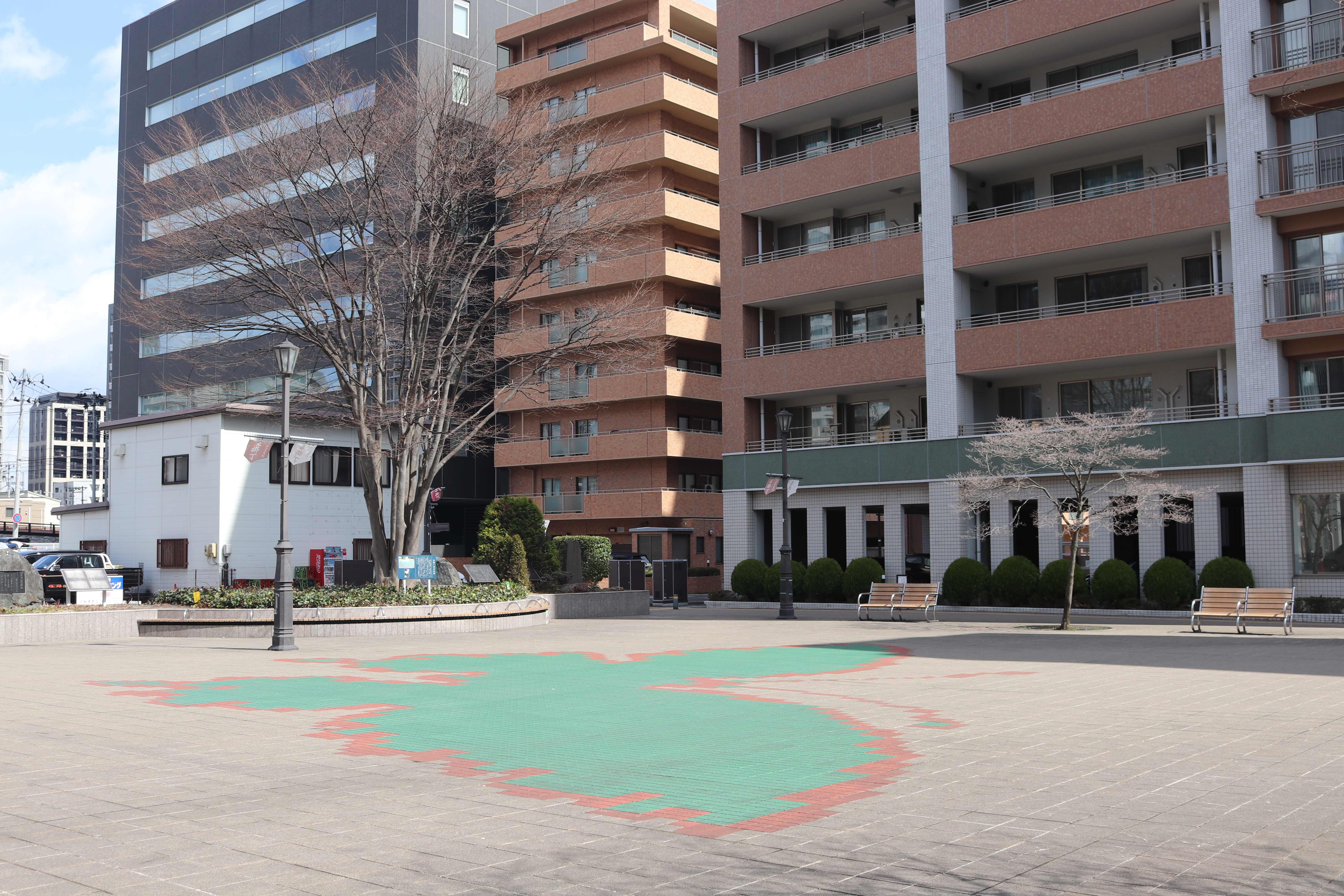
蝶の図柄 （2025年3月）
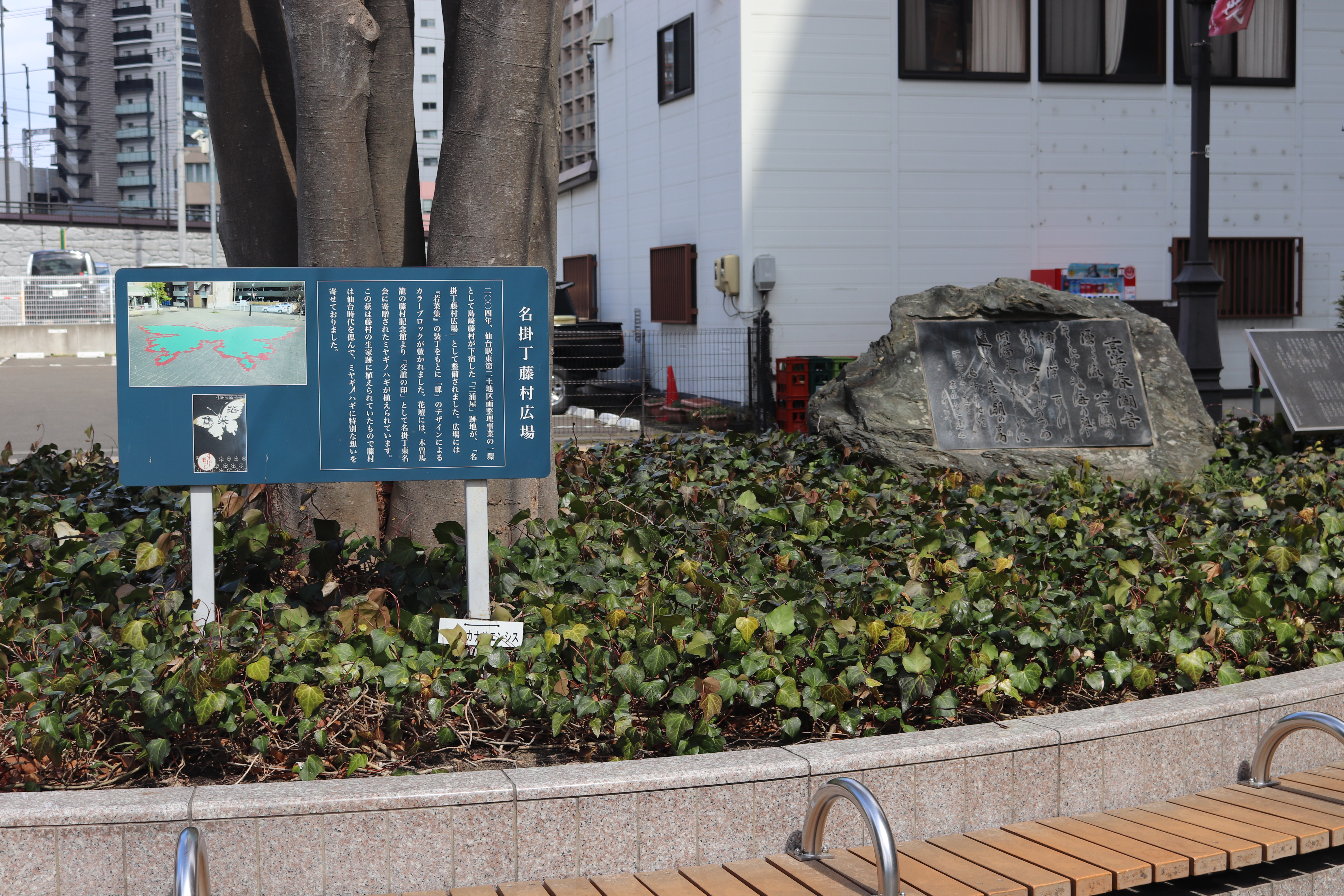
詩碑「草枕」と案内板 （2025年3月）
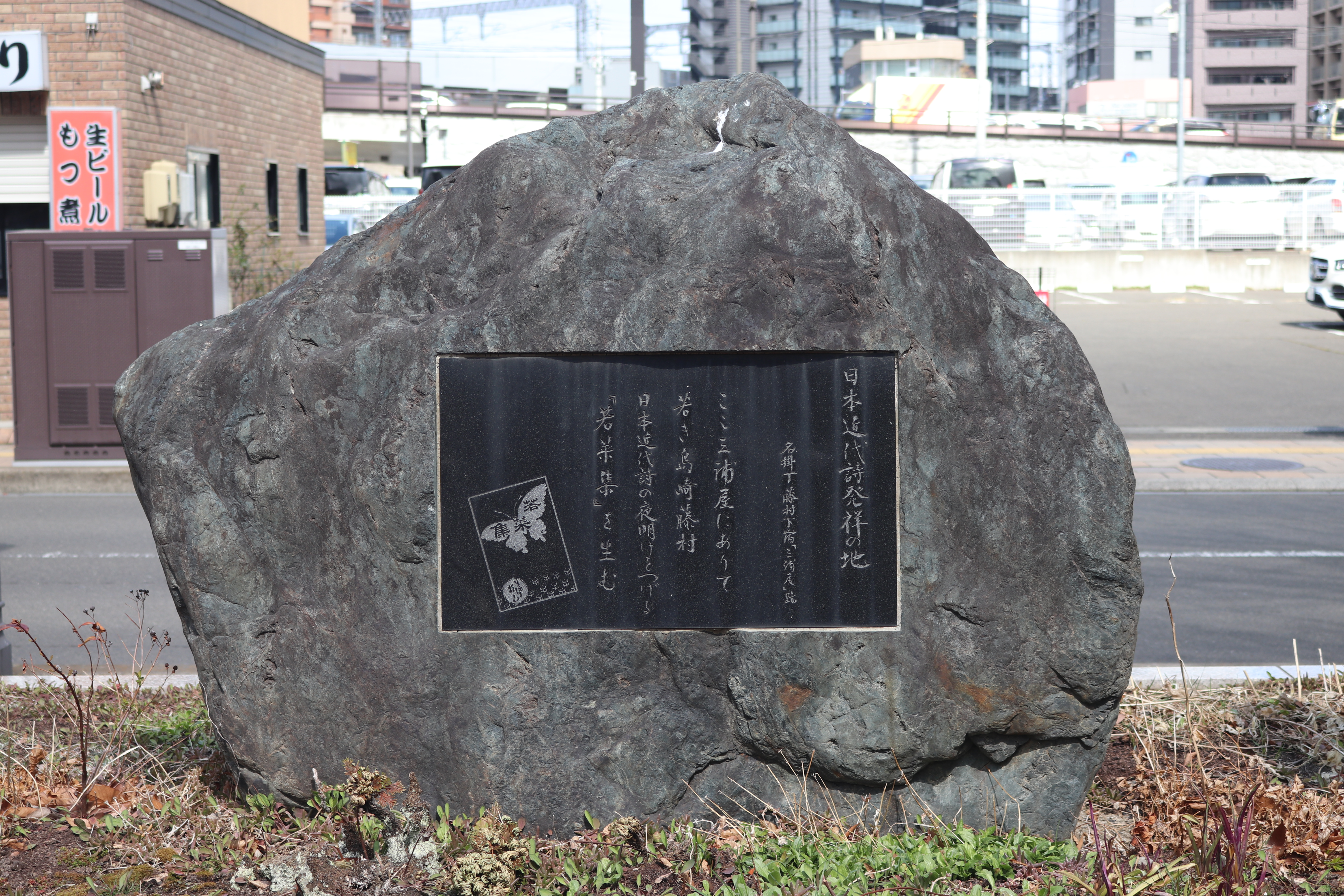
石碑「日本近代詩発祥の地」 （2025年3月）
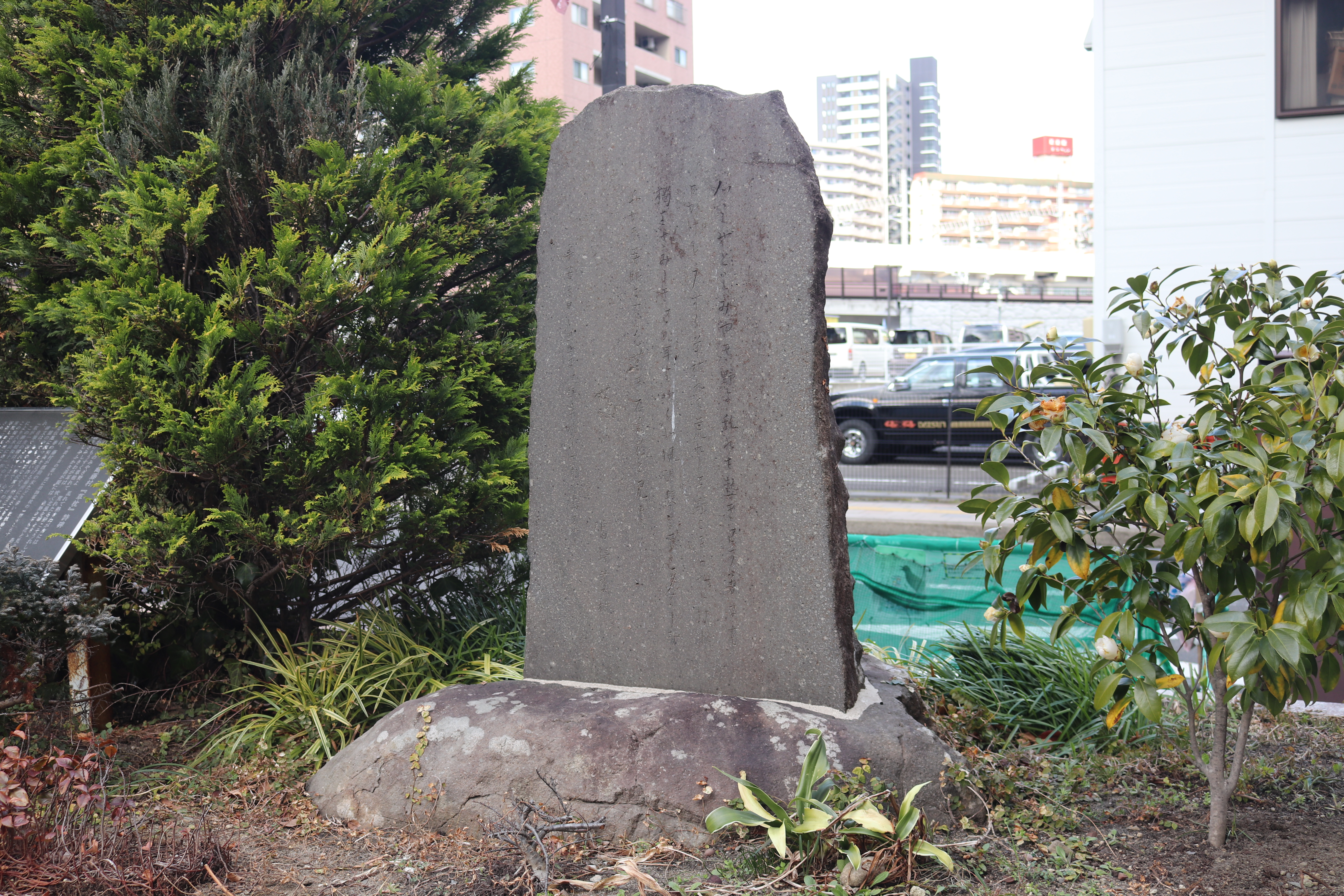
詩碑「潮音」 （2025年3月）